# Aleksandr Suchorukov
Aleksandr Nikolaevič Suchorukov (in russo Александр Николаевич Сухоруков?; Uchta, 22 febbraio 1988) è un nuotatore russo.

## Palmarès
- Olimpiadi

Pechino 2008: argento nella 4x200m sl.
- Mondiali

Roma 2009: argento nella 4x100m sl e nella 4x200m sl.
Barcellona 2013: argento nella 4x200m sl e bronzo nella 4x100m sl.
Kazan' 2015: argento nella 4x100m sl.
- Mondiali in vasca corta

Manchester 2008: oro nella 4x100m misti.
Dubai 2010: oro nella 4x200m sl e argento nella 4x100m sl.
- Europei

Eindhoven 2008: argento nella 4x200m sl.
Budapest 2010: oro nella 4x100m sl e nella 4x200m sl.
Berlino 2014: argento nella 4x100m sl e nella 4x200m sl.
- Europei in vasca corta

Stettino 2011: argento nella 4x50m sl.
- Universiadi

Kazan 2013: oro nella 4x200m sl.